# Michael (álbum)
Michael es el undécimo álbum de estudio y el primer álbum póstumo del cantante estadounidense Michael Jackson. Fue lanzado el 14 de diciembre de 2010 por Epic Records. Michael fue el primer lanzamiento de todo su nuevo material discográfico en nueve años, desde Invincible en 2001. La producción estuvo a cargo de Theron "Neff-U" Feemster, John McClain, Giorgio Tuinfort, Teddy Riley, Brad Buxer, entre otros, y cuenta con Akon y Lenny Kravitz como artistas invitados. Michael es el séptimo álbum de Jackson lanzado por Sony y Motown/Universal desde su muerte en junio de 2009.
El álbum produjo cuatro sencillos: «Hold My Hand», lanzado el 15 de noviembre de 2010, que logró alcanzar la posición número 39 en la lista estadounidense Billboard Hot 100, «Hollywood Tonight», lanzado el 11 de febrero de 2011, «Behind the Mask» lanzado el 21 de febrero del mismo año y «(I Like) The Way You Love Me» publicado el 8 de julio del mismo año El video musical para «Hold My Hand» fue dirigido por Mark Pellington, y tuvo su debut internacional el 9 de diciembre de 2010. El videoclip para «Hollywood Tonight» fue dirigido por Wayne Isham, quien además también dirigió el video para «You Are Not Alone» en 1995, en uno de los mismos lugares donde filmó este último: El Pantages Theatre, cerca del famoso Hollywood and Vine. El video se estrenó mundialmente el 10 de marzo de 2011. «(I Like) The Way You Love Me» fue lanzado en Corea del Sur como un sencillo digital el 18 de enero de 2011, y fue enviado a las estaciones de radio italianas y chinas en julio del mismo año.
El viernes 10 de diciembre de 2010, un cartel publicitario de 29.070 pies cuadrados (2,701 m²), con las portadas del álbum fue erigido en la granja de Rectory en Middlesex, Inglaterra, rompiendo el récord mundial Guinness por el cartel publicitario más grande en todo el mundo.

## Antecedentes
La primera canción liberada, "Breaking News", fue grabada en Franklin Lakes, Nueva Jersey en otoño de 2007. Otros temas fueron grabados en los estudios en Las Vegas, Nevada y Los Ángeles, California con varios colaboradores no identificados. En los años anteriores a su muerte, Jackson informó que trabajaría con el creador de éxitos contemporáneos de R&B de estrellas como Akon y el colaborador RedOne. El primer sencillo oficial "Hold My Hand" es un dueto con Akon, que fue grabado a finales de diciembre de 2007 en el Palms Casino Resort en Las Vegas, Nevada. Existe una nota manuscrita de Michael que pertenece a su patrimonio indicando su deseo de que "Hold My Hand", fuera el primer sencillo de su próximo proyecto. Sin embargo, en su estado inacabado, la canción se filtró el 30 de junio de 2008. Fue la última canción inédita que se filtró en la vida de Jackson. La canción "Best of Joy" es una de las últimas que Jackson grabó durante su vida y fue grabada en noviembre de 2008 en el Hotel Bel-Air de Los Ángeles, California, el año anterior a su muerte.

## Portada del álbum
La portada del álbum, fue pintada al óleo en 2009 por encargo al artista afroamericano Nelson Kadir. Muestra dos querubines colocando una corona sobre la cabeza de Jackson contra un mural que representa las imágenes del cantante en diferentes etapas de su carrera. Nelson dijo que Jackson se acercó hacía varios años a él para crear un proyecto que detallara su vida y carrera. El proyecto se detuvo, pero fue revivido en 2009 por uno de los albaceas, John McClain.
"Michael lleva un traje dorado con armadura y mira al espectador mientras es coronado por querubines", dijo Nelson. "Él pone su mano sobre su corazón y mira directamente al espectador, un símbolo del gran corazón de Jackson y la fuerte conexión con sus fanáticos y la música. Una mariposa monarca se encuentra en el hombro, otro símbolo de la metamorfosis de Jackson como cantante y artista, así como un símbolo de la realeza. Su historia musical se desarrolla detrás de él."
En la portada original publicada por Sony Music, aparece el símbolo de Prince en una burbuja al lado de la cabeza del tigre. Esto generó una discusión en Internet en cuanto a si Prince estuvo involucrado en cualquiera de las nuevas canciones. La respuesta oficial de Prince fue que "no se concedió el permiso" y el símbolo ha sido eliminado de la cubierta en todos los sitios web oficiales de Sony.

## Promoción
El primer sencillo del álbum fue lanzado el 15 de noviembre de 2010. "Breaking News", la primera canción del álbum que se dio a conocer, iba a ser el primer sencillo, pero Sony Music confirmó que no será lanzado como sencillo. El 5 de noviembre, un vídeo teaser de la canción fue lanzado en la web oficial de Jackson. Abre con un montaje de varios periodistas de la televisión dando informes de noticias de última hora sobre Jackson, seguido por la introducción musical de la canción. El vídeo hace referencia a las historias sensacionalistas y los problemas legales que plagaron la vida de Jackson en los años previos a su muerte. El 8 de noviembre de 2010, la versión larga de la canción fue lanzada en radio, y estuvo disponible en MichaelJackson.com durante una semana. La autenticidad de "Breaking News" fue puesta en duda posteriormente, por Katherine Jackson y los dos hijos mayores de Jackson, así como su hermana La Toya, sus sobrinos T.J., Taj y Taryll, y muchos de sus fanáticos. En un comunicado, Sony Music Group respondió que tenían "plena confianza en los resultados de nuestra extensa investigación, así como los testimonios de los que estaban en el estudio con Michael, de que las voces en la nueva canción son suyas." Teddy Riley, Frank Dileo y la hacienda de Jackson ya han defendido las alegaciones de Sony de que la canción es auténtica.
Antes de lanzar el disco, un abogado del padre de Jackson, Joe dijo que "Jackson nunca hubiera querido que su material fuera lanzado sin terminar." will.i.am, que colaboró con Jackson en el álbum, también criticó el lanzamiento, diciendo que era "una falta de respeto" por liberar el material sin terminar, porque Jackson no puede dar su bendición.

## Controversia

### Autenticidad de las voces en tres pistas
Se cuestiona la autenticidad de las voces en las pistas "Breaking News", "Keep Your Head Up" y "Monster". Las pistas, junto con otras nueve canciones inéditas filtradas en línea, cuales son "Stay", "All Right" (también conocido como "Everything's Just Fine"), "Black Widow", "Burn Tonight", "All I Need", "Water", "Fall in Love", "Ready 2 Win", y "Soldier Boy", se conocen como las pistas de Cascio. Se atribuyen a Jackson, Eddie Cascio y James Porte y supuestamente fueron  grabadas en el sótano de los Cascio en 2007. Las dudas sobre si las voces eran de Jackson han sido planteadas por su madre Katherine Jackson, sus hijos Prince y Paris, su hermana La Toya, sus sobrinos T.J., Taj y Taryll, el productor musical will.i.am y fans. El hermano de Jackson, Randy Jackson, afirmó que los miembros de la familia no podían entrar en su estudio donde se estaba terminando el álbum. Según Randy, cuando el productor Teddy Riley le puso algunas de las pistas, "inmediatamente dije que no era su voz".
Antes del estreno de "Breaking News", Sony Music Group declaró que tenía "total confianza en los resultados de nuestra extensa investigación, así como en los relatos de quienes estaban en el estudio con Michael, de que las voces del nuevo álbum son suyas". El productor Riley, Frank DiLeo y los herederos de Jackson defendieron las afirmaciones de Sony de que la canción es auténtica.  El 6 de diciembre de 2010, la familia Cascio apareció en Oprah, donde Eddie Cascio insistió en que las canciones fueron cantadas por Jackson, y mostró el estudio donde supuestamente había grabado las canciones. Riley, que había trabajado en "Monster" y "Breaking News", dijo que la confusión se había producido como producto del procesamiento de Jackson. En septiembre de 2013, casi tres años después del lanzamiento del álbum, Riley escribió en Twitter que su participación en el proyecto había sido "establecida".  Se rumoreaba que la grabación de las pistas de Cascio se grabaría a finales o principios de 2007. Los fans han sugerido que el cantante de R&B italoestadounidense Jason Malachi grabó las voces de las pistas, pero el abogado de Jackson lo negó. El 16 de enero de 2011, apareció una declaración en la página de Facebook de Malachi confesando haber grabado las voces; sin embargo, Malachi afirmó en MySpace que su Facebook y su sitio web habían sido pirateados. El mánager de Malachi, Thad Nauden, declaró que "Jason quiere que todos sepan sin lugar a dudas que no cantó una sola nota en el álbum", creando más confusión sobre la autenticidad de las canciones.
El 12 de junio de 2014, un consumidor que había comprado Michael presentó una demanda colectiva contra Sony Music, el Patrimonio de Michael Jackson, MJJ Productions, Cascio y Porte por violación de las leyes del consumidor, competencia desleal y fraude. La denuncia se basó en un informe pericial elaborado por el fonético forense Dr. George Papcun que impugnaba la autenticidad de las voces. Según la demanda, el informe había sido revisado por pares y respaldado por un segundo experto independiente en audio bien acreditado. Sony, the Patrimonio, Cascio y Porte plantearon la defensa de la Primera Enmienda, alegando que independientemente de la autenticidad de las canciones, tenían el derecho constitucional de atribuírselas a Jackson. El 30 de junio de 2016, el juez se negó a aceptar la moción de los acusados y ordenó que el caso procediera a la certificación de la clase. El 23 de agosto de 2018, algunas fuentes informaron que Sony había admitido en la corte que las voces de las canciones de Cascio no fueron interpretadas por Jackson. Al día siguiente, la abogada de Sony, Zia Modabber, desestimó los informes y afirmó que "nadie ha admitido que Michael Jackson no cantara en las canciones".
El 3 de febrero de 2021 El gobierno de California se une a la demanda por fraude contra Sony Music y el Patrimonio de Michael Jackson por las tres canciones falsas del álbum póstumo Michael.
El fiscal general del estado, Xavier Becerra, acusa a Sony de "eludir la responsabilidad" al hacer "afirmaciones falsas y engañosas" sobre el álbum póstumo de Michael Jackson.
La demanda presentada por Vera Serova hace 7 años alega que Sony Music y el Patrimonio de Michael Jackson engañaron a los consumidores cuando lanzaron comercialmente el álbum Michael, en el que se encontraban tres temas cantados por un imitador. La demandante insiste en que esas pistas son parte de un elaborado fraude artístico ideado por los coacusados Eddie Cascio y James Porte, quienes vendieron las pistas al Patrimonio de Michael Jackson por millones de dólares después de la muerte de la estrella.
Meses antes de que se lanzara el álbum, los miembros de la familia Jackson advirtieron a Sony y al Patrimonio sobre las pistas de Cascio, insistiendo en que eran falsas y no deberían ser lanzadas. Uno de los co-ejecutores del Patrimonio de Michael Jackson, John McClain, estuvo de acuerdo con la familia Jackson.
En el comunicado de prensa emitido para alertar a los medios del apoyo del gobierno del estado de California a la demanda de Serova, el fiscal general Becerra dijo: 
“Los productos deben cumplir con sus reclamos. Si alguien compra un álbum de un artista, debe esperar que las canciones del álbum fueron hechas por ese artista a menos que se indique lo contrario".
La Oficina del Fiscal de la Ciudad de Los Ángeles se unirá al fiscal general de California y los otros nueve grupos de protección al consumidor que ya apoyan el caso de Serova. No se ha presentado ningún escrito de respuesta en apoyo de Sony o el Patrimonio de Michael Jackson.
Aún no se ha fijado una fecha para la audiencia oral de estos escritos.
El 29 de junio de 2022, el portavoz del sitio web de Jackson informó que 3 de las 10 pistas del álbum ya no están disponibles en YouTube, Apple Music y Spotify como resultado de una distracción continua para todos los oyentes. Una reedición en CD del álbum fue lanzada el 9 de septiembre de 2022 que también dejó caer las tres pistas.

### Créditos a Dave Grohl
El álbum acredita a Dave Grohl con la batería en la pista «(I Can't Make It) Another Day». Grohl confirmó que había grabado para la pista, pero dijo que no fue usada en la canción final.

## Recepción y crítica
La revista Rolling Stone le dio una calificación de 3 estrellas y una crítica ligeramente negativa. «Esto no es un álbum de Michael Jackson. Jackson era uno de los más exigentes de la música: incluso cuando sus canciones estaban sin perfilar, la producción era impecable. Él no habría sacado algo como esta recopilación, un cajón de sastre lleno de tomas falsas y bocetos recopilados por su sello discográfico. Y aun así, es un testimonio al carisma del hombre que Michael pueda ser convincente. Jackson aparece como el compositor de la letra en ocho de las diez canciones, y éstas son reconocibles como canciones suyas. "Behind the Mask" es un primo con mucho ritmo de "Wanna Be Startin' Somethin'"; "(I Can't Make It) Another Day", producida por Lenny Kravitz, es una canción dance-rock al estilo de "Dirty Diana" en la que también aparece Kravitz en la guitarra. Hay emocionantes atisbos del proceso creativo de Jackson (como el fragmento en el que canta y hace beatbox de su idea de "(I Like) The Way You Love Me"), pero el momento más espectacular de Michael es la balada "Much Too Soon", que recuerda a la época de Thriller. En esta canción hay muchas guitarras y cuerdas, pero lo que uno escucha en realidad es esa voz, a medio camino entre niño y adulto, entre triste y alegre.» -->

## Lista de canciones
| Edición actual | |                                                                     |                                                        |          |  |
| N.º            | Título | Escritor(es)                                                        | Productor(es)                                          | Duración |  |
| 1.             | «Hold My Hand» (con Akon) (grabada en 2007)                                                                                    | Aliaune Thiam, Giorgio Tuinfort, Claude Kelly                       | Akon, Giorgio Tuinfort, Michael Jackson                | 3:33     |  |
| 2.             | «Hollywood Tonight» (grabada en 1999–2000 durante las sesiones de Invincible y re-trabajada en 2007–2008)                      | Michael Jackson, Brad Buxer, Teddy Riley (letras de puente hablado) | Michael Jackson, Teddy Riley, Theron "Neff-U" Feemster | 4:31     |  |
| 3.             | «(I Like) The Way You Love Me» (grabada en 1998–2004 durante y después las sesiones de Invincible y re-trabajada en 2007–2008) | Michael Jackson                                                     | Michael Jackson, Theron "Neff-U" Feemster              | 4:33     |  |
| 4.             | «Best of Joy» (grabada en 2008)                                                                                                | Michael Jackson                                                     | Michael Jackson, Theron "Neff-U" Feemster, Brad Buxer  | 3:02     |  |
| 5.             | «(I Can't Make It) Another Day» (con Lenny Kravitz) (grabada en 1999–2001 durante las sesiones de Invincible)                  | Lenny Kravitz                                                       | Lenny Kravitz, Michael Jackson                         | 3:54     |  |
| 6.             | «Behind the Mask» (grabada en 1982 durante las sesiones de Thriller)                                                           | Michael Jackson, Chris Mosdell, Ryuichi Sakamoto                    | Michael Jackson, John McClain                          | 5:03     |  |
| 7.             | «Much Too Soon» (grabada en 1994 durante las sesiones de HIStory)                                                              | Michael Jackson                                                     | Michael Jackson, John McClain                          | 2:48     |  |
| 27:24          | |                                                                     |                                                        |          |  |

| Edición 2010 (edición con tres canciones falsas) | |                                                                     |                                                         |          |  |
| N.º                                              | Título | Escritor(es)                                                        | Productor(es)                                           | Duración |  |
| 1.                                               | «Hold My Hand» (con Akon) (grabada en 2007)                                                                                    | Aliaune Thiam, Giorgio Tuinfort, Claude Kelly                       | Akon, Giorgio Tuinfort, Michael Jackson                 | 3:33     |  |
| 2.                                               | «Hollywood Tonight» (grabada en 1999–2000 durante las sesiones de Invincible y re-trabajada en 2007–2008)                      | Michael Jackson, Brad Buxer, Teddy Riley (letras de puente hablado) | Michael Jackson, Teddy Riley, Theron "Neff-U" Feemster  | 4:31     |  |
| 3.                                               | «Keep Your Head Up» (grabada en 2007) (canción inauténtica)                                                                    | Eddie Cascio, James Porte                                           | Christopher "Tricky" Stewart, Eddie "Angelikson" Cascio | 4:49     |  |
| 4.                                               | «(I Like) The Way You Love Me» (grabada en 1998–2004 durante y después las sesiones de Invincible y re-trabajada en 2007–2008) | Michael Jackson                                                     | Michael Jackson, Theron "Neff-U" Feemster               | 4:33     |  |
| 5.                                               | «Monster» (con 50 Cent) (grabada en 2007) (canción inauténtica)                                                                | Eddie Cascio, James Porte, Curtis "50 Cent" Jackson (letras de rap) | Teddy Riley, Eddie "Angelikson" Cascio                  | 5:04     |  |
| 6.                                               | «Best of Joy» (grabada en 2008)                                                                                                | Michael Jackson                                                     | Michael Jackson, Theron "Neff-U" Feemster, Brad Buxer   | 3:02     |  |
| 7.                                               | «Breaking News» (grabada en 2007) (canción inauténtica)                                                                        | Eddie Cascio, James Porte                                           | Teddy Riley, Eddie "Angelikson" Cascio                  | 4:14     |  |
| 8.                                               | «(I Can't Make It) Another Day» (con Lenny Kravitz) (grabada en 1999–2001 durante las sesiones de Invincible)                  | Lenny Kravitz                                                       | Lenny Kravitz, Michael Jackson                          | 3:54     |  |
| 9.                                               | «Behind the Mask» (grabada en 1982 durante las sesiones de Thriller)                                                           | Michael Jackson, Chris Mosdell, Ryuichi Sakamoto                    | Michael Jackson, John McClain                           | 5:03     |  |
| 10.                                              | «Much Too Soon» (grabada en 1994 durante las sesiones de HIStory)                                                              | Michael Jackson                                                     | Michael Jackson, John McClain                           | 2:48     |  |
| 41:34                                            | |                                                                     |                                                         |          |  |

Notas
- A partir del 29 de junio de 2022, "Keep Your Head Up", "Monster" y "Breaking News" ya no estarán disponibles para descargar o transmitir en versiones digitales del álbum. Sony Music Entertainment declaró que esto se debió a la distracción en curso que los litigios legales sobre su autenticidad estaban causando a los fans. El 9 de septiembre de 2022, se lanzó una reedición en CD del álbum que también eliminó estas tres pistas.

## Outtakes
- "Slave to the Rhythm" (Michael Jackson, LA Reid, Babyface) escrita y producida en 1991 para Dangerous. Un remix hecho por Tricky Stewart estuvo pensado para estar en el disco Michael - Filtrada
- "She Was Loving Me" también conocido como "Chicago" (Michael Jackson, Cory Rooney) escrita y producida en 1999 para Invincible. Una versión de rock hecha por Taryll Jackson estuvo pensado para estar en el disco Michael - Filtrada
- "Do You Know Where Your Children Are" (Michael Jackson) escrita y producida en las sesiones de Bad en 1987 y retrabajada para Dangerous en 1990. Un remix hecho por Tricky Stewart estuvo pensado para estar en el disco Michael - Filtrada
- "Mind Is the Magic" (Michael Jackson) - La canción originalmente se escribió para el álbum Bad, fue publicado por Edelton en 1995 para el álbum de Siegfried & Roy, Siegfried & Roy at the Mirage - Dreams & Illusions (With Music from the Las Vegas Show and the TV Special). Posteriormente Sony Music publica la canción en febrero del 2010 para un show conocido como Mind Is the Magic: Anthem for the Las Vegas Show realizado ese mismo año, iba a formar parte del álbum pero Sony no aceptó publicarlo.
- "Stay" (Michael Jackson) - La canción iba a ser grabada con Bryan Loren, pero no se concretó a dueto. Se sabe de la existencia de una versión demo filtrada cantada por Michael Jackson.
- "All I Need" (Eddie Cascio, James Porte) - Esta canción supuestamente fue escrita y grabada por Michael Jackson en el sótano de los Cascio en el 2007. Supuesto descarte del disco Michael - Filtrada
- "Burn Tonight" (Eddie Cascio, James Porte) - Esta canción supuestamente fue escrita y grabada por Michael Jackson en el sótano de los Cascio en el 2007. Supuesto descarte del disco Michael - Filtrada
- "Water" (Eddie Cascio, James Porte) Esta canción supuestamente fue escrita y grabada por Michael Jackson en el sótano de los Cascio en el 2007. Supuesto descarte del disco Michael - Filtrada
- "Soldier Boy" (Eddie Cascio, James Porte) Esta canción supuestamente fue escrita y grabada por Michael Jackson en el sótano de los Cascio en el 2007. Supuesto descarte del disco Michael - Filtrada

## Listas

### Semanales
| Lista (2010)                               | Mejor posición |
| ------------------------------------------ | -------------- |
| Argentina (Argentinian Albums Chart)       | 1              |
| Australia (Australian Albums Chart)        | 10             |
| Austria (Austrian Albums Chart)            | 1              |
| Bélgica (Belgian Albums Chart (Flanders))  | 4              |
| Bélgica (Belgian Albums Chart (Wallonia))  | 3              |
| Canadá (Canadian Albums Chart)             | 2              |
| República Checa (Czech Albums Chart)       | 5              |
| Dinamarca (Danish Albums Chart)            | 4              |
| Países Bajos (Dutch Albums Chart)          | 1              |
| Finlandia (Finnish Albums Chart)           | 9              |
| Francia (French Albums Chart)              | 4              |
| Alemania (German Albums Chart)             | 1              |
| Grecia (Greek Albums Chart)                | 7              |
| Hungría (Hungarian Albums Chart)           | 9              |
| Irlanda (Irish Albums Chart)               | 18             |
| Italia (Italian Albums Chart)              | 1              |
| Nueva Zelanda (New Zealand Albums Chart)   | 10             |
| Noruega (Norwegian Albums Chart)           | 4              |
| Polonia (Polish Albums Chart)              | 2              |
| Portugal (Portuguese Albums Chart)         | 15             |
| Rusia (Russian Albums Chart)               | 1              |
| España (Spanish Albums Chart)              | 2              |
| Suecia (Swedish Albums Chart)              | 1              |
| Suiza (Swiss Albums Chart)                 | 2              |
| Taiwán (Taiwanese Albums Chart)            | 1              |
| Reino Unido (UK Albums Chart)              | 4              |
| Estados Unidos (US Billboard 200)          | 3              |
| Estados Unidos (US Top R&B/Hip-Hop Albums) | 1              |

### Anuales
| Lista (2010)            | Posición |
| ----------------------- | -------- |
| Australian Albums Chart | 84       |
| Danish Albums Chart     | 13       |
| German Albums Chart     | 25       |
| UK Albums Chart         | 59       |
| Lista (2011)            | Posición |
| Austrian Albums Chart   | 36       |
| Canadian Albums Chart   | 39       |
| Spanish Albums Chart    | 30       |
| Swiss Albums Chart      | 54       |

## Certificaciones
| Territorio      | Certificación | Simbolización | Ref.   |
| --------------- | ------------- | ------------- | ------ |
| Australia       | Oro           |               | [ 69 ] |
| Austria         | Platino       |               | [ 70 ] |
| Bélgica         | Platino       |               | [ 71 ] |
| Canadá          | Platino       |               | [ 72 ] |
| República Checa | 5× Platino    | ,             | [ 73 ] |
| Dinamarca       | Platino       |               | [ 74 ] |
| Finlandia       | Oro           |               | [ 75 ] |
| Francia         | 2x Platino    | ,             | [ 76 ] |
| Grecia          | Oro           |               | [ 77 ] |
| Hungría         | Oro           |               | [ 78 ] |
| Irlanda         | Oro           |               | [ 79 ] |
| Italia          | 2x Platino    | ,             | [ 80 ] |
| Japón           | Oro           |               | [ 81 ] |
| Nueva Zelanda   | Oro           |               | [ 82 ] |
| Polonia         | Platino       |               | [ 83 ] |
| Portugal        | Oro           |               | [ 84 ] |
| Rusia           | 2x Platino    | ,             | [ 85 ] |
| España          | Platino       |               | [ 86 ] |
| Suecia          | Oro           |               | [ 87 ] |
| Reino Unido     | Platino       |               | [ 88 ] |
| Estados Unidos  | Platino       |               | [ 89 ] |

## Fecha de lanzamiento
| País           | Fecha                   | Discográfica             | Formato              |
| -------------- | ----------------------- | ------------------------ | -------------------- |
| Australia      | 10 de diciembre de 2010 | Sony Music Entertainment | CD                   |
| Austria        | 10 de diciembre de 2010 | Sony Music Entertainment | CD                   |
| Bélgica        | 10 de diciembre de 2010 | Sony Music Entertainment | CD                   |
| Argentina      | 10 de diciembre de 2010 | Sony Music Entertainment | CD                   |
| Suecia         | 10 de diciembre de 2010 | Sony Music Entertainment | CD                   |
| Reino Unido    | 13 de diciembre de 2010 | Sony Music Entertainment | CD                   |
| Filipinas      | 14 de diciembre de 2010 | Sony Music Entertainment | CD                   |
| Taiwán         | 14 de diciembre de 2010 | Sony Music Entertainment | CD                   |
| Estados Unidos | 14 de diciembre de 2010 | Epic Records             | CD, Descarga digital |
| Colombia       | 14 de diciembre de 2010 | Sony Music Entertainment | CD                   |
| Brasil         | 14 de diciembre de 2010 | Sony Music Entertainment | CD                   |
| Japón          | 15 de diciembre de 2010 | Sony Music Japan         | CD                   |
| China          | 24 de diciembre de 2010 | Sony Music China         | CD                   |
| China          | 14 de enero de 2011     | Sony Music China         | Descarga digital     |